# Batalha de Hedgeley Moor
Abatalha de Hedgeley Moor foi uma batalha travada durante a guerra das Rosas. Ocorreu em Hedgeley Moor, a norte do vilarejo de Glanton, Northumberland, a 25 de abril de 1464.

## Situação
Nos primórdios do ano de 1464, os Lencastre esperavam que os galeses e o West Country se revoltassem a seu favor. Por seu lado, os Iorquistas pretendem evitar a ameaça de invasão escocesa, querendo concluir um acordo com os escoceses. O Parlamento inglês deveria reunir-se em York a 5 de maio para discutir os termos de um acordo com a Escócia, mas um crescimento das atividades dos Lencastre em Northumberland e no North Yorkshire torna difícil uma viagem segura da delegação escocesa. É então enviado João Neville para o norte, com uma pequena força, para escoltar a delegação escocesa até York.
Henrique Beaufort, o duque de Somerset, tenta uma emboscada a Neville perto de Newcastle, mas Neville escapa e continua para o norte, juntando mais soldados pelo caminho. Quando chega a Hedgeley Moor, Neville tem sob as suas ordens um exército de quase 6 000 homens, e é então que ele encontra um exército dos Lencastre de cerca de 5 000 homens liderados pelo duque de Somerset.

## A batalha
A batalha começa por uma troca de rajadas de flechas, seguindo-se um avanço de Neville sobre 1 500 metros de terra, quebrando e dispersando o flanco esquerdo do exército Lencastre, antes de parar para reajustar a sua linha. O exército Iorquista segue então para o assalto às linhas adversárias e, empurrados pelo peso dos números, os Lencastre fogem do campo de batalha. Apenas Sir Ralph Percy, que já mudara de lado por diversas vezes ao longo da guerra, fica com os cavaleiros para uma última defesa, mas é morto. As suas últimas enigmáticas palavras foram: "Salvei o pássaro no meu peito.".

## Consequências
A derrota dos Lencastre abre a porta de York aos enviados escoceses que negoceiam, com sucesso, uma solução pacífica com a Inglaterra.
Uma coluna em pedra foi erguida perto do campo de batalha, conhecida sob o nome de Percy's Cross (A cruz de Percy). 